# ارنست گیلز

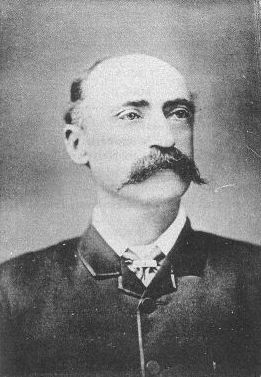
تصویر دیباچه اثر گیلز با عنوان «استرالیای دوبار پیموده شده»

ویلیام ارنست پاول گیلز (William Ernest Powell Giles) (زاده ۲۰ ژوئیه ۱۸۳۵ – درگذشت ۱۳ نوامبر ۱۸۹۷)،‏ معروف به ارنست گیلز، کاوشگری استرالیایی بود که پنج سفر اکتشافی بزرگ را به مناطقی از استرالیای جنوبی و استرالیای غربی رهبری کرد.

## اوایل زندگی
ارنست گیلز در بریستول، انگلستان چشم به جهان گشود. او پسر ارشد ویلیام گیلز (زادهٔ حدود ۱۷۹۵ – درگذشتهٔ ۲۸ مه ۱۸۶۰)، بازرگان و جین الیزابت گیلز، با نام دوشیزگی پاول (زادهٔ حدود ۱۸۰۴ – درگذشتهٔ ۱۵ مارس ۱۸۷۹) بود. اوضاع خانواده‌شان خوب بود تا زمانی که در تنگنا قرار گرفتند و به استرالیا مهاجرت کردند. ویلیام گیلز تا سال ۱۸۵۰ در آدلاید شمالی و تا سال ۱۸۵۳ در ملبورن زندگی کرد. ویلیام بعدها به استخدام گمرک اچ. ام در ویکتوریا درآمد و همسرش مدرسهٔ دخترانهٔ موفقی در زمان مستعمره تأسیس کرد.
گیلز در مدرسهٔ بیمارستان مسیح در نیوگیت، لندن تحصیل کرد. در سال ۱۸۵۰، در ۱۵ سالگی، به استرالیا مهاجرت کرد و به والدینش در آدلاید پیوست. در سال ۱۸۵۲، گیلز به نواحی زرخیز ویکتوریا رفت، سپس کارمند ادارهٔ پُست در ملبورن و بعدها کارمند دادگاه شهرستان شد. طولی نکشید که گیلز از زندگی شهری خسته شد و به کشور قبلی خود بازگشت و به عنوان یک بوشمن تجربیات ارزشمندی را به دست آورد. در سال ۱۸۶۵، او سفری اکتشافی به شمال‌غرب رودخانهٔ دارلینگ در رشته کوه یانکانیا داشت و در آنجا در جستجوی زمین‌هایی بود که قابلیت کشت کنف را داشته باشند، زیرا در آن زمان ماده‌ای ارزشمند برای ساخت طناب بود.

## سفر اکتشافی

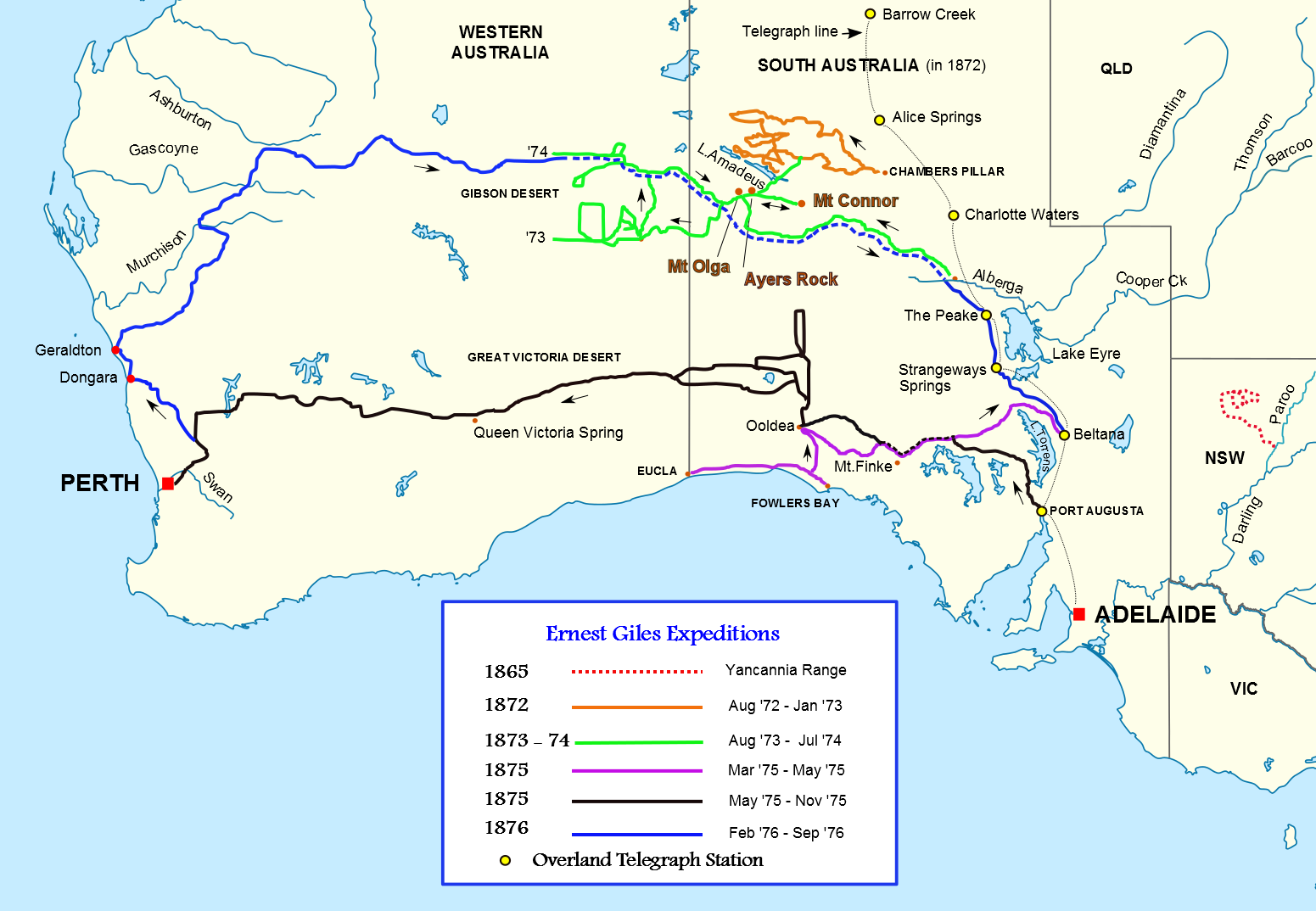
نقشه سفرهای ارنست گیلز. برگرفته از «استرالیا دو بار پیموده شده» اثر ارنست گیلز، و نقشه جغرافیایی استرالیایی کاوشگران استرالیا (۱۹۹۵)

گیلز تا سال ۱۸۷۲، زمانی که با دو مرد دیگر، چمبرز پیلار در قلمرو شمالی را ترک می‌کرد، قصد سفر اکتشافی سازمان یافته‌ای را نداشت و در ۲۲ اوت، سرزمین‌های ناشناختهٔ زیادی را به سمت شمال‌غرب و غرب طی کرد. آن‌ها طی سفر خود به دریاچهٔ آمادئوس رسیدند که مسیرشان را مسدود کرده بود و از آنجاییکه اسب‌های‌شان ضعیف شده بودند، مجبور شدند به رودخانهٔ فینکه و سپس به شارلوت واترز و آدلاید بازگردند، جاییکه گیلز، در ژانویه ۱۸۷۳ وارد آنجا شد. گیلز این سفر اکتشافی خود را نافرجام تلقی کرد، هرچند با توجه به تعداد و تجهیزات گروهش، عملکرد خوبی به‌شمار می‌رفت.

## دومین سفر اکتشافی
با کمک‌های مالی دوست گیلز، بارون وون مولر، شرایط دومین سفر اکتشافی مهیا شد.
گیلز، اولین فرد اروپایی بود که صخره‌های سنگی به نام اولگاس که امروزه رسماً با نام کاتا جوتا/کوه اولگا شناخته می‌شوند، دریاچهٔ آمادئوس را دید. او می‌خواست به احترام حامی خود، بارون فردیناند وون مولر، نام آن‌ها را به ترتیب کوه مولر و دریاچهٔ فردیناند بنامد، هرچند مولر او را مجاب کرد که نام آن‌ها را به افتخار پادشاه آمادئوس از اسپانیا و ملکه اولگا از وورتمبرگ نام‌گذاری کند. ظاهراً گیلز اولورو (معروف به صخرهٔ آیرز) را پیدا کرد، اما کاوشگر رقیب، ویلیام گوس، زودتر مدعی این اکتشاف شد.

## سومین، چهارمین و پنجمین سفر اکتشافی
در اوایل سال ۱۸۷۵، گیلز خاطرات خود را با عنوان سفرهای جغرافیایی به صورت عمومی، در استرالیای مرکزی آمادهٔ انتشار کرد و در ۱۳ مارس ۱۸۷۵، با کمک سخاوتمندانهٔ سر توماس الدر، سومین سفر اکتشافی خود را آغاز کرد. سرزمین‌ها هرچقدر از خلیج فاولر به سمت شمال می‌رفتند، بایرتر می‌شدند. گیلز از همان راهی که آمده بود، بازگشت و به سمت شرق رفت، در نهایت با دور زدن ساحل شمالی دریاچهٔ تورنس به ایستگاه الدر در بلتانا رسید.
در بلتانا مقدمات سفر چهارم گیلز فراهم شد و او به همراه تیتکنز، ستوانش و کاروانی از شترها، در ۶ می، سفر خود را آغاز کردند. ساربان افغان، ماهومت صالح که دو سال پیش، گروه اکتشافی پیتر واربرتون به استرالیای غربی را همراهی کرده بود، کنترل و سرپرستی کاروان را برعهده داشت. آن‌ها در ۲۳ می به پورت آگوستا رسیدند و پس از طی مسیری به سمت شمال و گذر از دریاچه‌ها، در کل، مسیری به سمت غرب را دنبال کردند. در این سفر آن‌ها با خود آب حمل می‌کردند، از این رو، گروه از جستجوی مداوم آب برای اسب‌ها که در سفرهای پیشین موجب مشکلات زیادی شده بودند، خلاص شد. در اواخر سپتامبر، آن‌ها بیش از ۳۲۳ مایل (۵۲۰ کیلومتر) را در ۱۷ روز بدون یافتن آب طی کردند، سپس در ۲۵ سپتامبر، مردی بومی معروف به تامی، منبع آبی را در گودالی کوچک در میان تپه‌های شنی در چشمهٔ ملکه ویکتوریا پیدا کرد و گروه نجات یافت. پس از ۹ روز استراحت، در ۶ اکتبر، گروه، سفر خود را از سر گرفت و همچنان به سمت غرب حرکت کردند. ده روز بعد، گروه اکتشافی مورد حملهٔ تعداد زیادی از بومیان قرار گرفت و گیلز به آن‌ها شلیک کرد. در ۴ نوامبر، آن‌ها با دامداری سفیدپوست در اردوگاه توترا، در شرق بیندی بیندی استرالیای غربی مواجه شدند. مسیر آن‌ها از غرب به سمت ایستگاه والبینگ و سپس به سمت جنوب غربی بود و در ۱۱ نوامبر، به نیو نورسیا رسیدند و در آنجا مورد استقبال اسقف سالوادو قرار گرفتند. در ۱۷ نوامبر ۱۸۷۵، گروه به گیلفورد و سپس روز بعد به پرت رسید، جاییکه با استقبالی پرشور مواجه شدند.
گیلز به مدت دو ماه در پرت ماند. تیتکنز و جس یانگ، یکی دیگر از اعضای گروه اکتشافی، از طریق دریا به آدلاید بازگشتند و در ۱۳ ژانویه ۱۸۷۶، گیلز سفر بازگشت (پنجمین سفر اکتشافی) را آغاز کرد که مسیر آن نسبت به سفر آخر به شمال، حدوداً ۴۰۰ مایل (۶۴۰ کیلومتر) بیشتر بود. آن‌ها در سپتامبر ۱۸۷۶، پس از سفری سودمند که در طی آن به ارزش شترها پی‌برده بودند، به آدلاید رسیدند.

## سال‌های آخر زندگی و میراث
گیلز از سال ۱۸۷۷ تا ۱۸۷۹ به عنوان تقسیم کنندهٔ زمین در منطقهٔ غربی ویکتوریا کار کرد.
در سال ۱۸۸۰، او مقاله‌ای با نام وقایع یک سفر اکتشافی از یاد رفته که گزارشی از دومین و سومین سفر اکتشافی‌اش بود را منتشر کرد. سپس در سال ۱۸۸۹، کتاب استرالیا دو بار پیموده شد: داستانی از سفر اکتشافی را در دو جلد ارزشمند منتشر کرد. این کتاب دربارهٔ پنجمین سفر اکتشافی او بود. او سفرهای جزئی دیگری هم داشت و سال‌های آخر عمرش را به عنوان کارمند در دفتر بازرس معادن در کولگاردی گذراند، جاییکه دانش و اطلاعات ارزشمندش از سرزمین‌های داخلی کشور، همیشه در اختیار کاوشگران بود. گیلز در سال ۱۸۸۰، مدال طلای حامیان انجمن جغرافیای سلطنتی را دریافت کرد و پادشاه ویتوریو امانوئل دوم او را به عنوان (شوالیه نشان تاج ایتالیا) برگزید.
در آن زمان، علی‌رغم اکتشافات او، دولت‌های مختلف استرالیا به محض اتمام کارهایش، دستاوردهای او را نادیده گرفتند و از فعالیت‌های او حمایت نکردند یا به او پاداش مالی ندادند. فرماندار سر ویلیام جرویس در ۱۱ اکتبر ۱۸۸۱ ادعا کرد: «به من اطلاع داده شده‌است که او قمار می‌کند و همیشه، کاملاً هوشیار نیست».
گیلز پس از تحمل دورهٔ کوتاه ناخوشی، در ۱۳ نوامبر ۱۸۹۷، بر اثر ذات الریه در خانهٔ برادرزادهٔ خود در کولگاردی درگذشت و در گورستان کولگاردی به خاک سپرده شد. او ازدواج نکرده بود. در آن زمان گزارش شد:
او به عنوان کسی که بهترین سال‌های عمر خود را وقف یکی از شریف‌ترین اهدافی که انسان می‌تواند به آن بپردازد، کرد نامی از خود به جا گذاشت که تا مدت‌ها در یادها باقی خواهد ماند و نام او را گرامی خواهند داشت.
در سال ۱۹۷۶، به افتخار او، پرتره‌اش توسط پُست استرالیا روی تمبر پُستی قرار گرفت.
کوه گیلز، سومین کوه مرتفع در سرزمین شمالی؛ دریاچهٔ گیلز، در ۱۶۰ کیلومتری (۱۰۰ مایل) شمال شهر سادرن کراس، استرالیای غربی و ایستگاه هواشناسی گیلز، در نزدیکی مرز استرالیای غربی و استرالیای جنوبی، به‌نام او نام‌گذاری شده‌اند.

## خانواده
- ویلیام گیلز (زادهٔ حدود ۱۷۹۵ – درگذشتهٔ ۲۸ مه ۱۸۶۰) از گمرک اچ ام، ویکتوریا و جین الیزابت گیلز، با نام دوشیزگی پاول (زادهٔ حدود ۱۸۰۴ - درگذشتهٔ ۱۵ مارس ۱۸۷۹)
- ویلیام ارنست گیلز (زادهٔ ۲۰ ژوئیه ۱۸۳۵ - درگذشتهٔ ۱۳ نوامبر ۱۸۹۷)
- دومین پسر، هنری آلبرت سیدنی گیلز (زادهٔ حدود ۱۸۴۰ - درگذشتهٔ ۸ دسامبر ۱۸۵۳) در ملبورن درگذشت.[۱۶]
- هلن سارا گیلز (درگذشتهٔ ۴ ژانویه ۱۹۰۷)
- سومین دختر، هریت الیزا نیو گیلز (درگذشتهٔ ۲۶ ژوئیه ۱۹۲۱)
- کوچک‌ترین دختر، آلیس مری گیلز (زادهٔ حدود ۱۸۵۰ - درگذشتهٔ ۱۵ دسامبر ۱۹۲۹)

## نام‌های گیاهان
کریستوفر گیلز که هیچ نسبتی با گیلز نداشت (زادهٔ حدود ۱۸۴۱ - درگذشتهٔ ۱۹۱۷) در سفرهای اکتشافی سال‌های ۱۸۷۲–۱۸۷۳ و ۱۸۷۳–۱۸۷۴ به گیلز در جمع‌آوری گیاهانی برای وون مولر در منطقهٔ شارلوت واترز کمک کرد.
- گیاه گیلیشا که شامل گونه‌ای به‌نام Gilesia biniflora F.Muell، تاک غربی است، هم به‌نام کریستوفر و هم به‌نام ارنست گیلز نام‌گذاری شده‌است.[۱۸]
- گیاه Cyperus gilesii و Panicum gilesii معمولاً به احترام ارنست گیلز فهرست‌بندی می‌شوند.
- گونه‌های Eremophila christopheri به احترام کریستوفر گیلز نام‌گذاری شده‌اند.[۱۹]